# Kotasaari (ö i Södra Savolax, S:t Michel, lat 61,63, long 28,32)
Kotasaari är en ö i Finland. Den ligger i sjön Pihlajavesi och i kommunen Puumala i den ekonomiska regionen  S:t Michel och landskapet Södra Savolax, i den södra delen av landet, 240 km nordost om huvudstaden Helsingfors. Öns area är 20,1 hektar och dess största längd är 1 kilometer i nord-sydlig riktning.